# Hausbuch des Michael de Leone
Le Hausbuch des Michael de Leone (en français « livre de maison de Michael Leone »), également appelé Würzburger Liederhandschrift, est un manuscrit rédigé en allemand et en latin qui a émergé dans la seconde moitié du XIVe siècle à Wurtzbourg. Dans les études médiévales germaniques, il est désigné par le sigle « E ».

## Description
Le Würzburger Liederhandschrift est le deuxième volume du livre de maison de Michael de Leone. Celui-ci, après avoir acquis le Hof zum großen Löwen désirait en faire une résidence familiale pour lui et ses descendants. Le livre devait passer en possession du membre de la famille qui devenait propriétaire du Hof zum großen Löwen. Achevé en 1350, il fut cependant mis à jour régulièrement les années suivantes. Certains des ajouts seraient également postérieur à la mort de Michael de Leone. Le livre comptait à l'origine 33 chapitres répartis en deux volumes.
Le premier chapitre du premier volume a été copié dans le second volume. Toutefois, le premier volume est désormais perdu. Seuls quelques fragments et copies sont connus grâce à d'autres écrits. Par ailleurs, le répertoire du contenu des deux volumes est listé dans le second volume dont des copies subsistent.